# 희천공작기계종합공장
희천공작기계종합공장(熙川工作機械綜合工場)은 자강도 희천시 희천역으로부터 약 6km 떨어진 곳에 위치하고 있으며 기계 공업의 어머니 공장이라고도 불리는 조선민주주의인민공화국 최대의 공작기계 공장으로 기계 공업성 공작기계공업 관리국에서 관리한다. 
107만 제곱미터 부지에 생산능력은 1만 5천 대 수준이다. 
총 설비대수는 4,864대이며 이중 생산설비는 2,238대, 가공절삭설비는 1,481대, 소재생산설비 86대, 굴안 설비 469대, 공무 보수 설비 69대, 동력 설비 482대, 주물 설비 39대로 추정된다.
주요 생산품목은 만능 선반, 유압 모사 선반, 수직 선반, 밀링머신, 수치제어 밀링 머신, 수치제어 종합 가공반, 함유연 가공 라인 등 공작기계와 극좌표 로봇 등 로봇, 그리고 선반 베트 자동 가공 라인 등 생산 설비 등이다. 
특히 함유연 가공 라인, CNC 만능 중심 가공반, CNC 종합 가공반과 새로 건설된 CNC 분공장에서 생산되는 고성능 공작기계를 생산하고 있다고 한다.
생산 단위는 가공 직장, 치차 직장, 1주물 직장, 2주물 직장, 단조 직장, 중 가공 직장, 평 가공 직장, 축 가공 직장, 가공 중심 직장, 목형 직장, 열처리 직장, 연마반 직장, 절단 직장, 정밀 직장, 규격품 직장, 선반 조립 직장, 제관 직장, 연신 직장, 케이블 직장, 5.7 직장, 대보수 직장, 부대 설비 직장, 자력 갱생 직장, 분건설 사업소, 건축2직장, 생필 직장, 열처리 직장, 기술 발전과, 공무 직장, 동력 직장, 설계 사업소, 공업 시험소, 공구 생산과 그리고 산하에 2분공장과 희천 고리끼 합영 회사가 있다.
90년대 중반까지 있던 선반 종합 직장이 축 가공 직장, 중 가공 직장, 치차 직장, 평 가공 직장으로 다시 분리되었으며 2010년말 CNC 공작기계 생산을 전문으로 하는 2분공장이 새로 건설된 것으로 보인다.

## 공장 역사
이 공장은 1951년 8월 김일성 지시에 따라 희천 지구에 기계 제작 공업 지구를 창설하는 데 대한 당중앙위 결정이 채택되었고 이어 공장이 창립되었다. 
체코의 지원으로 건설 공사에 들어갔으며 1954년 초보적인 공작기계 생산을 시작하였다. 
1963 - 1964년에는 대형 공작기계 직장을 건설하고 공작기계 축가공 자동 가공 라인을 완성하는 등 시설 확장에 역점을 두었다. 
1972년에는 기술 혁신 운동을 전개하여 연간 생산능력 1만 대 수준으로 성장하였다.
1980년대에는 주물소재 생산 능력을 강화하는 등 수차레에 걸친 시설 확장과 보완으로 북한 제1의 공작기계 생산공장으로 성장하였다. 
1984년에는 CNC 밀링머신을 제작하였으며, 이를 계열 생산 하기 위하여 황삭 자동 가공 라인, 정삭 자동 가공 라인, 앞치마 종합 정면 자동 가공 라인, 측면 자동 가공라인, 보내기 함 자동 가공 라인을 새로 만들었다. 
특히 변속함 자동 가공 라인은 종래 변속함을 개별 기계 공이 보링으로 가공할 때는 6시간이 걸리던 것을 10분으로 단축하였으며, 다축함 머리가 6개나 달려 종전의 반자동 가공 라인보다 작업 능률이 6배 높고, 제품의 위치 조정을 교류 전동기가 아닌 유압 원동기로 함으로써 정밀도도 제고시켰다고 한다.
1989년에는 만능 공작기계 가공 공정에 가공중심반과 수치제어공작기계를 제작 및 도입하였다.
1992년경에는 수직, 수평 작업을 할 수 있는 보다 만능화된 종합적인 기계로 유연 가공 라인을 새로 형성함으로써 제품 가공과 교체는 물론이고 공구 교체를 완전히 자동화하게 되었다고 한다.

## 개건 현대화 과정
1998년 6월 김정일이 방문하여 이 공장의 생산이 정상화되면 전국의 공장들의 생산을 많이 세울 수 있다고 하면서 이를 위한 모든 조치를 취해주었으며 10월에 다시 방문하여 새로운 전투과제를 제시하였다”고 한다. 그 이후 설비보강 등 생산 정상화 노력이 본격 추진되었다. 2002년들어 가공중심직장의 설비들을 수자조종선반과 수자후라이스반, 수자가공중심반 등의 수자조종공작기계들로 새로 교체하였다.
2003년들어 공장의 현대화를 몇년안에 달성한다는 목표하에 실현 계획을 수립하였다. 
그 계획은 가공 중심 직장을 본보기로하여 중 가공, 치차 가공, 축 가공 직장 등 가공 부문의 현대화를 기본으로 하고 중가공 직장의 선반 함류 가공 공정에 유연 가공 라인을 받아들이며 CNC 희천-5호 선반들을 세포로 하는 북한식 공작기계 조종 체계를 치차 직장과 축가공 직장에 도입한다.
정밀 직장, 평 가공 직장 등 가공부문의 여러 직장들에 수십대의 선반과 밀링머신을 새로 생산하여 설치하는 것과 함께 중요 설비들의 대보수를 진행한다. 
1주물, 2주물, 단조, 절단 직장 등 소재 부문에서는 이미 마련된 설비들을 언제든지 풀가동 시킬 수 있도록 전반적 설비들을 정비 보수한다. 
생산 공정의 현대화에 따라 기본 생산 건물들을 새롭게 꾸리기 위한 사업도 동시에 진행한다는 것이다. 
이와 함께 새형의 희천-10호 선반과 원통 연삭반 등 14종의 공작기계 시제품을 내놓고 계열 생산 준비를 진행하였으며 여러대의 공작기계를 한대의 컴퓨터로 조종하는 유연 가공 라인도 개발하였다.
2004년에는 밀링머신 생산 공정 현대화와 선반 조립 직장 등에 희천-5호 크라치 선반 계열 생산 준비를 진행하였다.
그러나 이 같은 계획은 2006년이 되어서야 열처리 직장 등 건물들에 온도, 습도 조절을 정상적으로 보장하는 자동 온도 조절 장치를 설치했으며 중가공 직장 함류 가공 공정의 현대화와 함유연 가공 라인 도입을 기본적으로 완성하였다.
또한 소위 북한식 선반 CNC 조종 체계 개발을 완료하고 가공 직장들의 공작기계들에 수자 표시 장치를 설치하기 위한 사업을 적극 추진하여 중가공 직장에 새로 수자식 공작기계들을 설치했으며 이와 함께 선반 조립 직장의 주축 조립 공정을 현대화하여 선반의 정밀도를 끌어올렸다고 한다.
이와 함께 연신, 케이블, 자력 갱생 직장의 설비 현대화도 추진하였다.
기업소는 2010년에 CNC 공작기계 생산 역량을 보강하게 되는데 2010년 3월경 주물 직장을 새로 개건하였으며 12월에는 기존 생산 건물을 개건하고 생산 설비들을 소위 CNC화하여 CNC 전문 생산 시설을 완공하였다.

## 새로운 공장 건설
기업소 명칭도 희천 련하 기계 종합 공장으로 변경된 것으로 보인다. 이 과정에서 련하 기계 공장도 통합된 것으로 보인다.
이 시설은 종전건물의 12개 면을 가진 천정을 들어내고 두면으로 된 단열 지붕으로 교체하였으며 지하수를 이용한 지열 설비를 완성하여 4만여m2에 달하는 공장을 에너지 절약형 건축물로 전환하였을 뿐 아니라 모든 생산 공정의 기술 개건을 통해 최신식 CNC공작기계들을 생산하는 성과를 달성하였으며 2010년 12월 김정일이 새로 꾸려진 CNC 조립장, CNC 가공 공장을 돌아보았다 한다.
또한 2011년에는 표준형 CNC공작기계 생산을 정상화하면서 여러 가지 고성능 CNC공작기계들을 새로 개발하고 과거 수입에 의존하던 주축과 인물대, 증압기, 볼나사를 비롯한 CNC 공작기계 용 부분품들을 자체의 힘과 기술로 만들어냄으로써 1년도 못되는 사이에 부분품 생산의 국산화 비중을 대폭 늘렸다고 한다.
2011년 10월 김정일이 현지지도하여 CNC1, CNC2직장 등의 6축 CNC 연삭반, 공작기계 본체 가공용 12축 복합 가공 중심반 등을 살펴보았으며 더욱 새롭게 만들으라고 지시를 하였음을 알수가 있었다.

## 개건 현대화 연표
- 2001년 5월 30일 : 종전의 기계 지레대식 조종 체계 대신 단추 조종 체계에 의한 새형의 공작기계 생산에서 나서는 어려운 문제들을 자체로 풀었으며 CNC 선반, 수직 가공 중심반을 새로 개발. 밀링머신, 만능 선반인 희천-5호 개조 공작기계 개발
- 2003년 11월 6일 : 새형의 희천-10호 선반과 원통 연삭반 등 14종의 공작기계 시제품을 내놓고 계열 생산 준비를 진행 여러대의 공작기계를 한대의 컴퓨터로 조종하는 유연 생산 체계 개발
- 2004년 1월 6일 : 밀링머신 생산 공정 현대화 추진
- 2004년 12월 23일 : 선반 조립 직장 등에 희천-5호 크라치 선반 계열 생산 준비를 진행
- 2007년 9월 14일 : 자강도 종합 목장 건설에 필요한 사료 가공 설비와 우유 가공 설비를 생산 지원